# السماء المحتومة
السماء المحتومة رواية تاريخية موجهة للشباب، خطّتها أنامل الكاتبة البريطانية هنريتا برانفورد، وصدرت لأول مرة في المملكة المتحدة عام 1996 عن دار هودر للأطفال. تأخذ الرواية القارئ في رحلة إلى أعماق زمن الفايكنغ، بين النرويج وآيسلندا، في مشهد يكتنفه الغموض، وتغمره أجواء القلق والاضطراب، حيث يتربص الخطر في كل زاوية، والغزوات تهدد كل لحظة هدوء.
تدور القصة حول فتاة شابة تُدعى ران، تبدأ مأساتها بفقدان والدتها في هجومٍ شرس للذئاب، وسرعان ما تجد نفسها ضحية لمؤامرة مروّعة يُراد فيها تقديمها قربانًا بشريًا. وبينما تبدو نجاتها مستحيلة، تقودها الأقدار إلى الهروب برفقة عازف قيثارة أعمى يُدعى توكي، في رحلة محفوفة بالمخاطر نحو أمل جديد في أرض آيسلندا البعيدة.
غير أن السلام هناك ليس سوى سراب، فالخطر لا يبارح الأفق، والعنف قد يتسلّل فجأة إلى القرى المعزولة، حتى في أكثر اللحظات طمأنينة. لا تكتفي الرواية بسرد المعارك أو إراقة الدماء، بل تغوص عميقًا في مشقّة الحياة ووحشية الزمن، وتضع القارئ أمام اختبارات أخلاقية قاسية، حيث لا يُستثنى حتى الأبطال من مآسٍ دامية ونهايات موجعة.
وقد حظيت الرواية بإشادة واسعة، واختيرت ضمن أفضل عشر روايات رومانسية موجهة للشباب في عام 2000، لما تحمله من صدق إنساني وقوة سردية آسرة.